# Proty II
Proty II è un personaggio dei fumetti creato nel 1963, pubblicato dalla DC Comics.
Pur se non può essere considerato un vero e proprio animale, Proty II è una delle invenzioni più incredibili dei comic book degli anni sessanta.
Prodotto della più schietta fantascienza, è un essere protoplasmico (un po' come la Supergirl post-Crisis), una sorta di blob in grado di assumere qualsiasi forma. Molto intelligente, dotato di poteri telepatici e di grande senso dell'umorismo, fa il suo esordio su Superman's Pal Jimmy Olsen n. 72 dell'ottobre del 1963.

## Le origini
Una razza tecnologicamente avanzata, gli Llorn, atterra su un pianeta del sistema della stella di Antares. Il pianeta, però, non era disabitato: la popolazione autoctona, comunque, era composta da creature pacifiche ed amichevoli, con le quali fu possibile instaurare una tranquilla convivenza. A causa di un corpo celeste di passaggio, l'orbita del pianeta venne alterata, che lo avvicinò ad Antares, provocando una serie di alterazioni climatiche che resero la vita sul piccolo pianeta molto difficile. Gli Llorn furono così costretti ad abbandonare la colonia, non prima di aver dotato i piccoli abitanti del pianeta di nuovi corpi protoplasmici in grado di prendere qualsiasi forma grazie ad uno speciale raggio evolutivo.
Proprio a questa nuova razza appartiene Proty II, membro illustre della Legione dei Superanimali, ma soprattutto mascotte della Legione dei Supereroi. Si aggrega a quest'ultimo supergruppo allorquando il fratello Proty si sacrifica per far rivivere Lightning Lad, così che Proty II si offre volontario per sostituirlo come animale di compagnia di Chameleon Boy.
In effetti Proty II è stato uno dei personaggi più assurdi, divertenti ed al tempo stesso inquietanti mai apparsi nei fumetti DC: divertente soprattutto per le gag di cui era protagonista, tutte in linea con il suo carattere goliardico e scherzoso; assurdo ed anche inquietante proprio per il suo aspetto di blob mutaforma, che rimanda a molti capolavori della fantascienza cinematografica in bianco e nero in cui esseri di tal genere sono spesso avversari del genere umano.